# 炉床
炉床（ろしょう、英: hearth）は、炉の底面にある炉体の構造物。

## 暖炉
暖炉の炉床は耐熱下地構造でなければならない。薪を焚く場合、炉床付近は700 - 800℃に達する。炉内材料には耐火煉瓦、砂岩、滑石、大谷石、溶岩、軽石コンクリート、鉄板、鋳鉄などが用いられる。砂岩はよく使われてきた耐熱材だが粘土分が多いものは割れることがある。
暖炉の炉床は、薪の燃焼を促進するために薪を炉床から数センチ高い位置に持ち上げるような構造になっている。具体的には、耐火レンガなどで炉床に凹凸をつける方法、鉄などで火格子を付ける方法、装飾を兼ねたファイヤードッグ（firedog, Andiron）と呼ばれる器具を置く方法などがある。

## 日本列島の建物の炉

### 古墳時代前期以前
縄文時代の竪穴建物の炉には、床面を掘りくぼめた地床炉、石で縁取った石囲炉、床に土器を埋めた土器埋設炉などがある。

### 古墳時代中期以降
古墳時代中期初めに、炉に代わって日本列島に導入されたカマド（竈）は、粘土で構築された。
中世以降のカマドには砂岩系統の石材がよく使われてきた。

## 冶金
冶金用の炉においては、平炉（英: open hearth furnace）の鉄を融かす場所のように加工対象を置く場所・構造物（平らとは限らない）が炉床に当たる。チタンの電子ビーム溶解において融けたチタンを精錬する平たい皿状の場所のことも、外来語のまま「ハース」と呼んでいるが、同じく炉床を指す用語である。

## 炉床材料
- タイル
- 煉瓦